# Кольський район
Ко́льський райо́н (рос. Кольский район) — муніципальний район у складі Мурманської області, Росія. Адміністративний центр — місто Кола.

## Адміністративний поділ
Район адміністративно поділяється на 6 міських та 6 сільських поселень:
| Поселення                         | Площа, км² | Населення, осіб | Рік  | Центр             | Населені пункти |
| --------------------------------- | ---------- | --------------- | ---- | ----------------- | --------------- |
| Верхньотуломське міське поселення | -          | 1584            | 2010 | Верхньотуломський | 2               |
| Кільдінстройське міське поселення | -          | 5270            | 2010 | Кільдінстрой      | 5               |
| Кольське міське поселення         | -          | 10437           | 2010 | Кола              | 1               |
| Молочненське міське поселення     | -          | 5245            | 2010 | Молочний          | 2               |
| Мурмаське міське поселення        | -          | 14152           | 2010 | Мурмаші           | 1               |
| Туманненське міське поселення     | -          | 685             | 2010 | Туманний          | 1               |
| Междуреченське сільське поселення | -          | 2503            | 2010 | Междуреч'є        | 4               |
| Пушненське сільське поселення     | -          | 1200            | 2010 | Пушний            | 7               |
| Теріберське сільське поселення    | -          | 1025            | 2010 | Теріберка         | 5               |
| Туломське сільське поселення      | -          | 2052            | 2010 | Тулома            | 3               |
| Ура-Губське сільське поселення    | -          | 517             | 2010 | Ура-Губа          | 1               |